# Maxime Poundjé
Maxime Poundjé (Bordeaux, 16 agosto 1992) è un calciatore francese, difensore del Bordeaux 2.

## Carriera

### Club
Nella stagione 2012-2013 ha giocato 7 partite in Ligue 1 e 2 in UEFA Europa League. Milita nei girondini sino al 2021, anno in cui lascia il club al termine del suo contratto.

### Nazionale
Ha giocato per le selezioni giovanili francesi.